# Trisetum bertolonii
Trisetum bertolonii là một loài thực vật có hoa trong họ Hòa thảo. Loài này được Jonsell miêu tả khoa học đầu tiên năm 1978.